# Fonomat
Fonomat a fost o companie de retail de telefoane mobile din România.
În 2008 era cel mai mare dealer Orange din România.
Fonomat a fost deținut de fondul de investiții spaniol GED Private Equity, fond care a investit 10 milioane de euro pentru achiziția celor patru dealeri din care s-a format Fonomat: Dasimpex, Puls GSM, GSM Land și Plus GSM.
Grupul Dasimpex a fost înființat începând cu 1998 și deținea retailerii Dasimpex (partener Orange), Lexor (partener Vodafone) și Dasino (partener Telemobil - Zapp).
La data achiziției, grupul Dasimpex avea aproximativ 60 de magazine, peste 200 de angajați și o cifră de afaceri de 20 de milioane de euro.
În anul 2008, Fonomat deținea 175 de magazine.
Principalii săi concurenți sunt Germanos, EuroGSM, Say și Avenir Telecom.
În anul 2010 Fonomat trece printr-o restructurare a afacerii după ce renunță la parteneriatul cu Orange.
Spre sfârșitul anului Fonomat devine partener Vodafone și preia de la Vodafone și managementul dealerului Proton (deținut de Vodafone).
La începutul anului 2012 Vodafone anunță că a rupt contractul de management semnat anterior cu Fonomat, dealerul Proton revine sub administrarea Vodafone iar cele câteva magazine pe care Fonomat le mai deține vor fi și ele integrate în rețeaua de magazine Vodafone.
Număr de angajați în 2008: 480